# Criterio de Li
En teoría de números, el criterio de Li es una declaración particular sobre la positividad de ciertas secuencias que es completamente equivalente a la hipótesis de Riemann. El criterio es llamado así por el matemático Xian-Jin Li, el cual lo propuso en 1997. Recientemente, Enrico Bombieri y Jeffrey C. Lagarias proporcionaron una generalización, mostrando que la condición de positividad de Li se aplica a cualquier colección de puntos que se encuentre sobre la recta Re (s) = 1/2.

## Definición
La función ξ de Riemann se define como
{\displaystyle \xi (s)={\frac {1}{2}}s(s-1)\pi ^{-s/2}\Gamma \left({\frac {s}{2}}\right)\zeta (s)}
donde ζ(s) es la función zeta de Riemann. Considérese la secuencia 
{\displaystyle \lambda _{n}={\frac {1}{(n-1)!}}\left.{\frac {d^{n}}{ds^{n}}}\left[s^{n-1}\log \xi (s)\right]\right|_{s=1}.}
El criterio de Li es entonces la declaración que 
La hipótesis de Riemann es completamente equivalente a sentencia {\displaystyle \lambda _{n}>0} para cualquier entero positivo n.
Los números {\displaystyle \lambda _{n}} también pueden expresarse en términos de los ceros no triviales de la función zeta de Riemann: 
{\displaystyle \lambda _{n}=\sum _{\rho }\left[1-\left(1-{\frac {1}{\rho }}\right)^{n}\right]}
donde la suma se extiende sobre ρ, los ceros no triviales de la función zeta. Esta suma condicionalmente convergente podría ser entendida en el sentido que es el habitualmente usado en teoría de números, es decir, que
{\displaystyle \sum _{\rho }=\lim _{N\to \infty }\sum _{|\Im (\rho )|\leq N}.}

## Una generalización
Bombieri y Lagarias demostraron que un criterio similar se cumple para cualquier colección de números complejos, y por tanto, no está restringido a la hipótesis de Riemann únicamente. Más precisamente, sea R = {ρ} cualquier colección de números complejos ρ, que no contienen ρ = 1, la cual cumple que
{\displaystyle \sum _{\rho }{\frac {1+\left|\Re (\rho )\right|}{(1+|\rho |)^{2}}}<\infty .}
Entonces se pueden hacer varias declaraciones equivalentes sobre dicho conjunto. Una de esas declaraciones es la siguiente: 
Se tiene que {\displaystyle \Re (\rho )\leq 1/2} para todo ρ si y sólo si
{\displaystyle \sum _{\rho }\Re \left[1-\left(1-{\frac {1}{\rho }}\right)^{-n}\right]\geq 0}
para todos los enteros positivos n.
Se pueden hacer más declaraciones interesantes, si el conjunto R obecece a cierta ecuación funcional bajo la sustitución s ↦ 1 − s. Es decir, si, siempre que ρ esté en R, entonces el complejo conjugado {\displaystyle {\overline {\rho }}} y {\displaystyle 1-\rho } están en R, luego el criterio de Lie puede ser expresado como:
Se tiene que Re(ρ) = 1/2 para todo ρ si y sólo si
{\displaystyle \sum _{\rho }\left[1-\left(1-{\frac {1}{\rho }}\right)^{n}\right]\geq 0.}
Bombieri y Lagarias también mostraron que el criterio de Li' se deriva del criterio de Weil para la hipótesis de Riemann.